# Rolando Fortich
Rolando Fortich (Buenos Aires, ca. 1951) es un músico y abogado argentino, que integró como bajista la banda Sui Generis en 1970 y 1971. Formó parte también de la banda América Libre, con la que grabó un álbum.

## Biografía
Rolando Fortich nació en 1951. En 1970 fue invitado a sumarse al sexteto Sui Generis, junto a Charly García (piano, guitarra y voz),  y Nito Mestre (guitarra, flauta y voz), Juan Bellia (guitarra), Carlos Piegari (guitarra), Alberto "Beto" Rodríguez (batería) -reemplazado luego por Francisco Prati, que años después se convertiría en una de las bandas emblemáticas del «rock nacional» argentino, estructurada como dúo entre García y Mestre. En 1972 formó la banda América Libre, junto a Carlos Piegari, también ex Sui Generis, y otros músicos, con quienes grabó en 1973 el álbum El país de la verdad.
Luego de esas experiencias Fortich postergó la música profesional para concentrarse en sus estudios universitarios de abogacía. Recibido de abogado en la década de 1970, se desempeñó en diversos puestos en el Poder Judicial, renunciando en 1989 al cargo de Juez de Instrucción. Ejerció entonces su profesión, pero restableció su vínculo con la música, ligándose al jazz. Integró un trío con su padre, Jorge Fortich en piano, Carlos Soto, en guitarra, y su hija María Inés en voz. Posteriormente, como tecladista y guitarrista, formó con Luis Pondal (guitarra, teclados y voz), Walter Cortizo (Batería) e Ignacio Gómez (contrabajo), el grupo de jazz The Sound Project, al que posteriormente se incorporó como vocalista Silvina Pondal. The Sound Project ha grabado 4 CD y continúa activa hasta el presente